# 창원 인곡리 모과나무
창원 인곡리 모과나무(昌原 仁谷里 모과나무)는 대한민국 경상남도 창원시 마산합포구 진북면 인곡리, 의림사에 있는 모과나무이다. 1985년 1월 14일 경상남도의 기념물 제77호로 지정되었다.

## 개요
모과나무는 본래 중국이 원산지이며 우리나라 전역에서 과수, 또는 관상용으로 오래 전부터 심어온 나무이다. 꽃은 5월에 연한 홍색으로 피며, 열매는 원형 또는 타원형으로 9월에 황색으로 익는데 향기와 맛이 그윽하다.
창원 인곡리 모과나무의 나이는 약 250년이며, 높이 10m, 둘레 33m로 의림사 대웅전 앞 뜰에 자라고 있다. 나무 줄기가 근육 모양으로 울퉁불퉁하게 골이 패여 있는데, 오래된 모과나무에서만 볼 수 있는 특이한 형태이다. 또한 작은 가지들이 불규칙하게 많이 나 있다.
인곡리 모과나무는 오래되고 특이한 형태를 지니고 있어 옛날부터 의림사를 찾는 많은 신도들의 신앙대상이 되고 있다.

## 참고 자료
- 창원 인곡리 모과나무 - 국가유산청 국가유산포털